# Eau d'Olle
L'Eau d'Olle (/odol/) est un torrent français, qui coule dans les départements de la Savoie et de l'Isère en région Auvergne-Rhône-Alpes. Il est un affluent de la Romanche, donc un sous-affluent du Rhône par le Drac et l'Isère.

## Hydronyme
L'hydronyme « Olle » a la même racine que l'allemand hohl, « creux », le latin alla, « bassin », « marmite », en référence au changement de direction de la vallée qui semble la fermer et en faire un chaudron.
Il porte le nom de ruisseau de Longue-Combe entre sa source au col de Bellard et sa confluence avec le ruisseau du Vallon sous le col de la Croix-de-Fer puis il s'appelle la Vernette jusqu'au hameau du Plan du Suet sous le col du Glandon où il prend le nom d'Eau d'Olle.

## Géographie

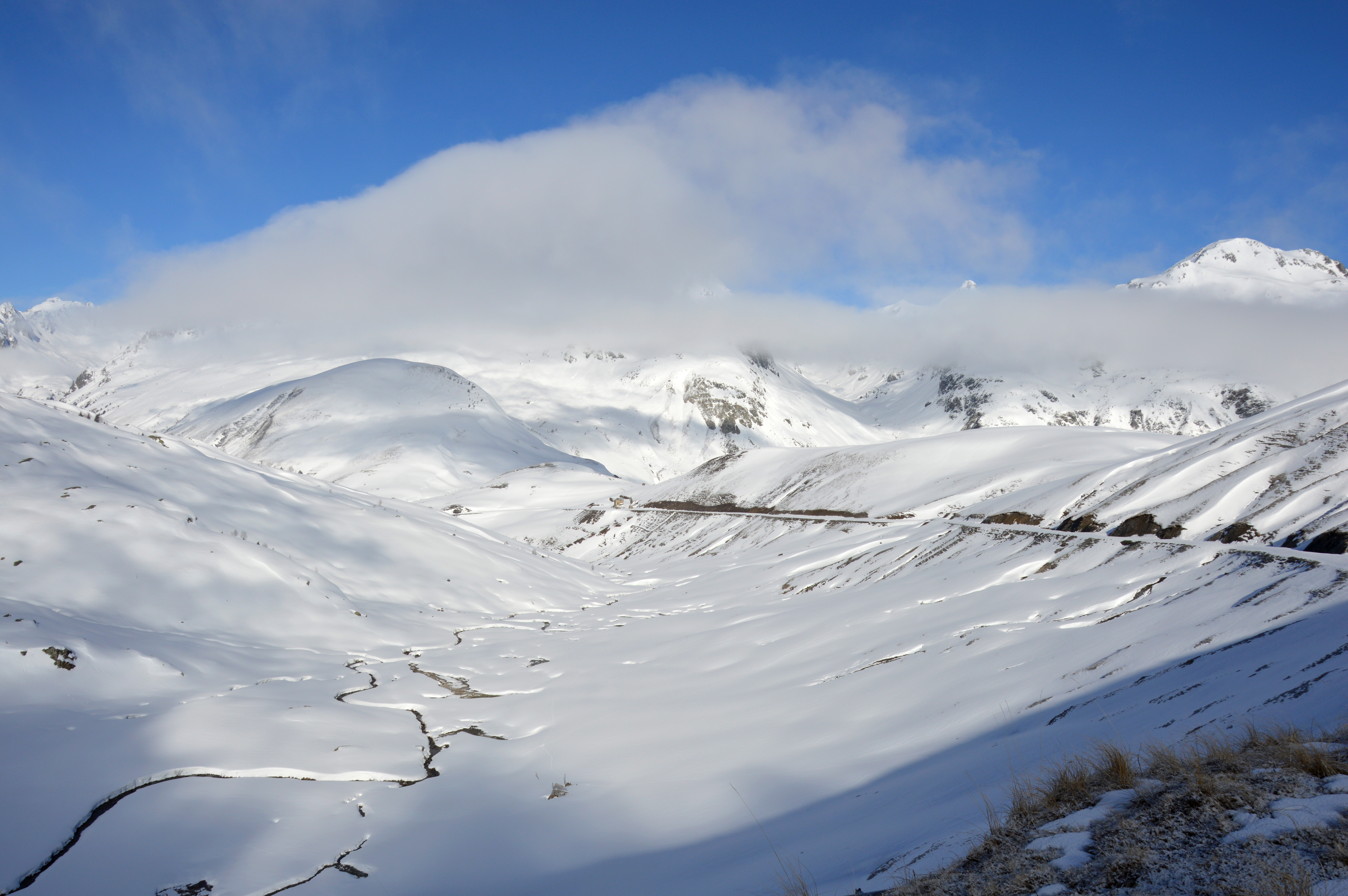
Le cours supérieur de l'Eau d'Olle ou de la Vernette, entre le col de la Croix-de-Fer et le col du Glandon.

L'Eau d'Olle est un torrent s'écoulant principalement dans le département de l'Isère mais dont la source est située dans le département de la Savoie sous le col de Bellard, à l'est du col du Glandon. C'est un sous-affluent du Rhône par la Romanche, le Drac et l'Isère.
Il traverse :
- le lac de Grand'Maison au bout duquel le barrage de Grand'Maison où est intégrée « la centrale hydroélectrique la plus puissante de France[4] », située « entre les massifs de Belledonne et des Grandes Rousses, dans le département de l’Isère[4]. »
- Vaujany
- Oz en Oisans
- le barrage du Verney,
- le village d'Allemond,

avant de se jeter dans la Romanche, délimitant la chaîne de Belledonne au nord-ouest des Grandes Rousses et notamment le Rissiou au sud-est.
La longueur de son cours est de 28,9 km.

### Communes et cantons traversés
Dans les deux départements de l'Isère et de la Savoie, L'Eau d'Olle traverse les six communes suivantes - quatre dans l'Isère et deux en Savoie -, de l'amont vers l'aval, de Saint-Colomban-des-Villards (source), Saint-Sorlin-d'Arves, Vaujany, Oz, Allemond et Le Bourg-d'Oisans (confluence).
Soit en termes de cantons, l'Eau d'Olle prend source dans le canton de Saint-Jean-de-Maurienne, conflue dans le canton de l'Oisans-Romanche, le tout dans les deux arrondissement de Saint-Jean-de-Maurienne et arrondissement de Grenoble.

### Bassin versant
L'Eau d'Olle traverse une seule zone hydrographique 'L'eau d'Olle' (W275) de 173 km2 de superficie. Celui-ci est constitué à 95,67 % de « forêts et milieux semi-naturels », à 1,99 % de « territoires agricoles », à 1,50 % de « surfaces en eau » et à 0,87 % de « territoires artificialisés ».

### Organisme gestionnaire
C'est le syndicat mixte des bassins hydrauliques de l'Isère qui s'occupe de fédérer les aménagements sur la Romanche.

## Affluents
L'Eau d'Olle a trente-deux affluents référencés dont :
- le ruisseau du Grand Lac,
- le ruisseau du Lac,
- Le Rieu Claret avec un affluent :
  - le Ruisseau de Buyant
- Le ruisseau de la Cochette avec trois affluents :
  - le ruisseau du Plan des Cavalies
  - le ruisseau des Demoiselles
  - le Blanc
- le ruisseau du Cléta avec un affluent :
  - le ruisseau des Ilettes
- le Frénet avec un affluent :
  - le ruisseau de Roche noire avec un affluent :
    - le Rif de Beauregard
- le Flumet avec quatre affluents :
  - La Vorge,
  - le Claret,
  - le ruisseau de la Fare avec un affluent :
    - le Rieu,

  - le ruisseau du Mollard,
- le ruisseau du Coteyssart avec un affluent :
  - le ruisseau de la Dreyta,
- le Roubier avec deux affluents :
  - le ruisseau du Lac Noir,
  - le ruisseau de la Combe,

Donc son nombre de Strahler est de quatre.